# Иван Върбанов
Иван Върбанов Върбанов е български военен деец, генерал-майор, участник в Сръбско-българската (1885), Балканската (1912 – 1913) и Междусъюзническата (1913), като командир на 45-и пехотен полк, и в Първата световна война (1915 – 1918), като командир на 3-та бр. от 8-а пехотна тунджанска дивизия и началник на 1–ва окупационна бригада.

## Биография
Иван Върбанов е роден на 12 август 1866 г. в Русчук, Османска империя. На 5 септември 1882 г. постъпва на военна служба. На 7 януари 1886 г. завършва Военно на Негово Княжеско Височество училище, произведен е в чин подпоручик и зачислен в пехотата. На 7 юни 1888 г. е произведен в чин поручик, и през 1892 г. в чин капитан. През 1900 г. капитан Върбанов е назначен за командир на рота от 5-и пехотен дунавски полк. През 1904 г. е произведен в чин майор, а на 15 октомври 1908 г. – в чин подполковник.
През 1909 г. подполковник Върбанов е назначен за началник на 5–о полково военно окръжие. По време на Балканската (1912 – 1913) и Междусъюзническата война (1913) е командир на новосформирания 45–и пехотен полк, който влиза в състава на 3-та бригада от 5-а пехотна дунавска дивизия, след което на 1 ноември 1913 г. е произведен в чин полковник. През Първата световна война (1915 – 1918) полковник Върбанов е 3–а бригада от 8–а пехотна тунджанска дивизия, а от 1918 г. заема длъжността началник на 1–ва окупационна бригада. По-късно същата година е уволнен от служба. За участието си във войната е награден с Военен орден „За храброст“ III степен 2 клас.

## Военни звания
- Подпоручик (7 януари 1886)
- Поручик (7 юни 1888)
- Капитан (1892)
- Майор (1904)
- Подполковник (15 октомври 1908)
- Полковник (1 ноември 1913)
- Генерал-майор (31 декември 1935)

## Награди
- Военен орден „За храброст“ IV степен 2 клас
- Военен орден „За храброст“ III степен 2 клас
- Царски орден „Св. Александър“ IV степен с мечове по средата
- Народен орден „За военна заслуга“ V степен на обикновена лента
- Народен орден „За военна заслуга“ III степен с военно отличие
- Орден „За заслуга“ на обикновена лента